# El Oliván
El Oliván är en ort i Mexiko.   Den ligger i kommunen Sain Alto och delstaten Zacatecas, i den centrala delen av landet, 600 km nordväst om huvudstaden Mexico City. El Oliván ligger 2 064 meter över havet och antalet invånare är 151.
Terrängen runt El Oliván är platt åt nordost, men åt sydväst är den kuperad. El Oliván ligger nere i en dal. Runt El Oliván är det glesbefolkat, med 11 invånare per kvadratkilometer. Närmaste större samhälle är Sain Alto, 5,7 km nordost om El Oliván. Omgivningarna runt El Oliván är i huvudsak ett öppet busklandskap.